# Post-Charte des Georg Ignaz von Metzburg
Die Post-Charte der Kaiserl. Königl. Erblanden von Georg Ignaz Freiherr von Metzburg (1735–1798) wurde im Maßstab von 1:1.300.000 im Jahr 1782 erstellt. Diese Landkarte ist 146 × 98 cm groß. Jeder der insgesamt vier auf Leinen aufgezogenen und zerschnittenen Teile misst 73 × 49 cm. Als Stecher ist der Name Mansfeld angegeben. Es handelt sich dabei um den für seine saubere Arbeitsweise bekannten Kupferstecher und Porträtisten Johann Ernst Mansfeld (1738–1796). Georg Ignaz von Metzburg war Mitglied des Jesuitenordens und Inhaber des Lehrstuhls für Mathematik an der Universität Wien. Bis kurz vor seinem Tod beschäftigte er sich noch mit der Vermessung der erst annektierten westgalizischen Gebiete.
Die niederösterreichischen Stände, denen Metzburg angehörte, interessierten sich für die Topographie, da sie so neben einem Überblick über den Besitzstand auch Kenntnisse über wirtschaftliche Ressourcen sowie über die Befindlichkeit von Handel, Gewerbe und Landwirtschaft genauere Informationen erhalten wollten, um Mängel und Bedürfnisse des Landes besser erkennen zu können. Sie gaben in der Folge 1791 eine weitere Karte in Auftrag, bei deren Erstellung Metzburg involviert war.
Die Post-Chart ist von großer Bedeutung, da es sich um die erste thematische der Habsburgermonarchie handelt. Sie wurde im Auftrag der k. k. Hofkammer entworfen.

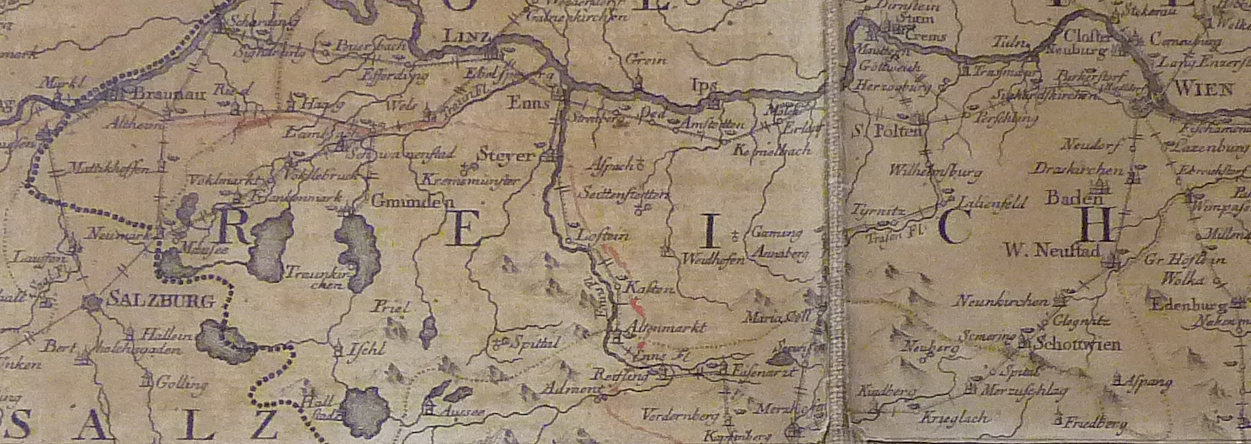
Laut der Karte von Metzburg (1782) befanden sich auf der Strecke zwischen Salzburg und Wien 16 Poststationen. Wer die Strecke ohne größere Pausen zurücklegte, brauchte dafür etwa sechs Tage.

## Beschreibung
„Post-Charte der Kaiserl. Königl. Erblanden / Durch Herrn Abbe Georg Ignaz / Freyherrn von Metzburg Kais. Königl / Professor der Mathematique an der / Universität in Wien. / gestochen von Mansfeld / MDCCLXXXII / Cron Priv. Sac. Cas. Majest.“

Dieser Text ist Bestandteil der Titelkartusche im linken unteren Eck der Karte und graphisch als Inschrift eines Monumentes eingebunden, vor dem ein offener Zweispänner vorbeifährt. Zwei Personen sitzen im Wagen. Der Kutscher trägt ein Posthorn, das an einem Riemen hängend auf seinem Rücken baumelt. Es handelt sich also um eine Postkutsche, genauer eine Extrapost, wie sich überhaupt alle dargestellten Szenen mit dem Thema Reisen beschäftigen und die Karte zum Verständnis der Geschichte der Post beiträgt, indem sie auch die Ausrüstung und Fortbewegungsmöglichkeiten der Reisenden zeigt.
Im Bildvordergrund befinden sich zwei mit einem Wanderstock ausgerüstete Männer, von denen sich einer sitzend ausruht und mit der rechten Hand dem anderen den Weg zu weisen scheint. Der Stehende trägt Stiefel und unter seiner Jacke einen Säbel. Ein dritter ist im Begriff sich am Wasser eines Brunnens zu laben, das er in seinem Hut auffängt.
Am Monument vorbei, das ein gekröntes kaiserlich-königliches Wappen (Österreich/Lothringen) und ein Adler zieren, windet sich eine Straße bis in die Höhen eines Burgberges an einem Häuschen vorbei, vor dem ein Wagen abgestellt ist. Dem Zweispänner entgegen kommen ein einzelner Reiter mit einem dicken, auf dem Sattel liegenden Gepäcksack sowie weiter hinten ein bis hoch über seinen Kopf beladener Mann. Zwischen den beiden Figuren ist ein Wegweiser zu erkennen. Die gleich nach dem Häuschen beginnende Steigung hinauf plagt sich eine vierspännige Kutsche.

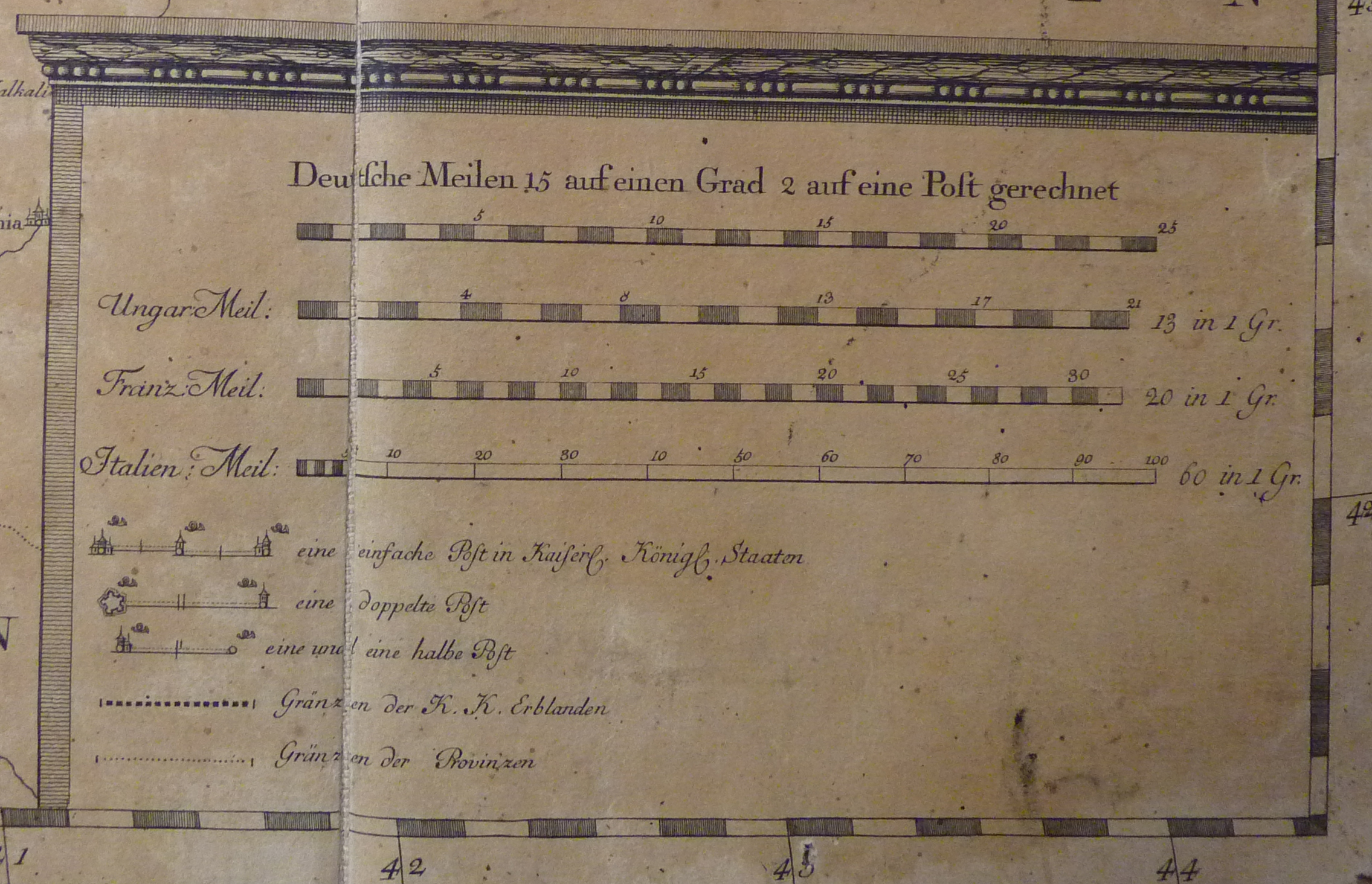
Der Ausschnitt zeigt die gängigen Maßeinheiten um 1782.

Rechts unten befindet sich eine Legende samt einem Maßstab in graphischer Form: deutsche (15 auf einen Grad 2 auf eine Post gerechnet), ungarische und französische Meilen sind mit Entfernungsangaben dargestellt sowie die Zeichen für eine einfache, eine doppelte, eine und eine halbe Post in kaiserliche-königlichen Staaten, außerdem die Grenzen der Erbländer und die der Provinzen. Eine Post umfasste eine Länge von etwas mehr als 15 Kilometern (= zwei österreichische Postmeilen), die man in etwa zwei Stunden Fahrt mit der Postkutsche zurücklegen konnte.
Die Karte umfasst die Landschaft von Calais im Nordwesten bis Pietrikowo im Nordosten und von Turin im Südwesten bis Sophia bzw. Czernawoda im Südosten.
Das Gelände ist nur schematisch angedeutet und die Poststationen durch mit dem Lineal gezogene Linien verbunden. Ihrem Zweck gemäß enthält die Karte lediglich die für Postreisende wichtigsten Angaben. Da es für den Reisegast handlicheres Kartenmaterial gab bzw. dieses im Anschluss entstand, diente die Post-Charte wohl als repräsentativer Wandschmuck für Poststationen, Handelskontoren oder dergleichen. Sie kostete damals zwischen 2 fl. 51 kr und 3 fl.